# Spinavaculidae
Spinavaculidae là một họ thích ty bào thuộc bộ Multivalvulida.
Chi:
- Octospina Hsieh & Xiao, 1993